# Episodi di Faber l'investigatore (terza stagione)
La terza stagione della serie televisiva Faber l'investigatore è stata trasmessa in anteprima in Germania da ARD tra il 1º ottobre 1990 e il 17 dicembre 1990.
| nº | Titolo originale     | Titolo italiano | Prima TV Germania | Prima TV Italia |
| -- | -------------------- | --------------- | ----------------- | --------------- |
| 1  | Abstellgleis         |                 | 1º ottobre 1990   |                 |
| 2  | Schmutzige Geschäfte |                 | 8 ottobre 1990    |                 |
| 3  | Urlaub               |                 | 15 ottobre 1990   |                 |
| 4  | Romeo                |                 | 22 ottobre 1990   |                 |
| 5  | Puppe, Atze, Keule   |                 | 29 ottobre 1990   |                 |
| 6  | Nebenjob             |                 | 5 novembre 1990   |                 |
| 7  | Ottos Alptraum       |                 | 12 novembre 1990  |                 |
| 8  | Karriere             |                 | 19 novembre 1990  |                 |
| 9  | Comeback             |                 | 26 novembre 1990  |                 |
| 10 | Der zweite Zeuge     |                 | 3 dicembre 1990   |                 |
| 11 | Carolas Vermächtnis  |                 | 10 dicembre 1990  |                 |
| 12 | Das schwarze Schaf   |                 | 17 dicembre 1990  |                 |